# Даулеткерей (село)
Даулеткерей (каз. Дәулеткерей, до 2006 г. — Кобяко́во) — село в Курмангазинском районе Атырауской области Казахстана. Входит в состав Енбекшинского сельского округа. Код КАТО — 234647200.

## Население
В 1999 году население села составляло 500 человек (247 мужчин и 253 женщины). По данным переписи 2009 года, в селе проживали 634 человека (303 мужчины и 331 женщина).